# 末吉興一
末吉 興一（すえよし こういち、1934年（昭和9年）9月20日 - ）は、日本の元政治家・官僚。国土庁土地局長を経て、北九州市長を1987年から2007年まで5期20年の長期にわたり務める。同市長を引退後は、外務省参与、内閣官房参与、財務省参与を歴任した。
2009年6月から2018年6月まで、アジア成長研究所（本部：北九州市小倉北区）理事長を務める。現在は同研究所名誉理事長。

## 経歴

### 生い立ち
1934年（昭和9年）、兵庫県西宮市生まれ。本籍は小倉市（現：北九州市）。小学校時代の1945年（昭和20年）8月に第二次世界大戦の終結を経験したとき「世の中に絶対というものはない」と感じたという。
大分県立竹田高等学校を経て、1958年（昭和33年）に東京大学法学部を卒業し建設省に入省、建設行政に携わる。

### 官僚として
1960年（昭和35年）から、建設省松原・下筌ダム工事事務所にて用地課長を務める。松原・下筌ダム用地課長在職時代に事務所の臨時職員であった大分県日田郡中津江村（現：日田市、ダム水没地区）の女性と知り合い、結婚したのが現在の夫人である。
1966年（昭和41年）には宮崎県庁に出向し、企業局総務課の課長に就任。1978年（昭和53年）からは自治省に出向し、大臣官房地域政策課の課長となる。1985年（昭和60年）に建設省へ戻り、国土庁の土地局長に就任。
1987年（昭和62年）、北九州市長選挙に立候補するため国土庁を退官した。

### 北九州市長として
1987年（昭和62年）、選挙対策本部長に麻生太郎を据え、北九州市長選挙に立候補して初当選を果たす。同年2月20日、第7代（3人目）北九州市長に就任。
市長在任中には北九州市ルネッサンス構想をはじめ、北九州市の経済再生に取り組みながら5期を務め、官僚としても市長としても先代の谷伍平と同様に長期政権となった。5期目の2006年（平成18年）7月5日に「市長としてももう『定年』だ」と述べ、次の市長選挙には立候補せず引退することを明らかにした。
末吉の任期満了に伴い、2007年（平成19年）2月4日に執行された北九州市長選挙では、自身の建設省時代の後輩に当たる国土交通省都市・地域整備局長の柴田高博を支援する姿勢を鮮明にしたが、柴田は選挙で対立候補の北橋健治に敗れた。末吉は同年2月19日、5期20年の任期を終えて北九州市長職を退任した。

### 市長引退後
外務省が地方と連携した外交政策を進めるにあたり、独自の首長外交を展開した末吉の実績を評価し、2007年（平成19年）6月、末吉を非常勤の参与として起用した。自治体首長経験者が外務省参与を務めるのは初のケースであった。
2008年（平成20年）には福岡放送『めんたいワイド』に不定期で木曜コメンテーターとして出演。同年10月10日、麻生内閣において地域再生担当の内閣官房参与に就任。その後、鳩山由紀夫内閣の発足に伴い退任した。
2013年（平成25年）2月1日、財務省参与に就任。同省は生活保護費の削減を目指すにあたり、市長在任中の末吉の取り組みを評価した。
末吉が支援した候補者を破り北九州市長に就任した北橋健治が4期16年をもって引退し、16年ぶりに新人のみで争われた2023年北九州市長選挙では、北橋が支援を表明した津森洋介の対立候補となる武内和久の支援を表明、武内は政党からの正式な推薦を受けなかったものの、与野党4党の推薦を受けた津森を破り当選を果たした。
信条は「苦労はやがて財産になる」。

### 年譜
- 1934年 - 兵庫県西宮市にて誕生。
- 1958年 - 東京大学法学部卒業。
- 1958年 - 建設省に入省。
- 1960年 - 松原・下筌ダム工事事務所用地課長に就任。
- 1966年 - 宮崎県企業局総務課長に就任。
- 1978年 - 自治省大臣官房地域政策課長に就任。
- 1985年 - 国土庁土地局長に就任。
- 1987年 - 北九州市長に就任。
- 2006年 - 早稲田大学名誉博士号を取得。
- 2007年 - 北九州市長を引退。外務省参与に就任。
- 2008年 - 内閣官房参与に就任。
- 2009年 - 国際東アジア研究センター（現：アジア成長研究所）理事長に就任。
- 2013年 - 財務省参与に就任。
- 2018年 - アジア成長研究所顧問に就任。
- 2019年 - アジア成長研究所名誉理事。

## 主な政策
北九州市ルネッサンス構想
製鉄不況により疲弊していた北九州市の産業構造を転換し、市を再生させようという目的で作られた。その成果については賛否両面がある。
早稲田大学誘致
北九州市若松区の北九州学術研究都市に早稲田大学の大学院を誘致した。2006年に早稲田大学から名誉博士を贈呈された。
生活保護受給者抑制
先代の谷伍平市長時代から引き続き行われてきたもの。マスメディアからは「ヤミの北九州方式」とも呼ばれる徹底的な生活保護受給者数の抑制を推進した。

## 栄典
- カンボジア:カンボジア王国友好勲章大十字章 -

## 著書
- 『実践都市経営』PHP研究所、2000年10月1日。
- 『自治体経営を強くする　鳥の目と蟻の足』財界研究所、2008年。

## 出演
- 『めんたいワイド』福岡放送。